# Grzegorz Nowak (dyrygent)
Grzegorz Nowak (ur. 15 sierpnia 1951 w Poznaniu) – polski dyrygent.
W latach 2007–2014 był głównym dyrygentem zastępczym (Principal Associate Conductor) Royal Philharmonic Orchestra w Londynie, a od 2015 pełni funkcję jej dożywotniego dyrygenta gościnnego (Permanent Associate Conductor). Był dyrektorem muzycznym Teatru Wielkiego/Opery Narodowej w Warszawie (2017–2020), Edmonton Symphony Orchestra w Kanadzie, orkiestry radiowej SWR Rundfunkorchester Kaiserslautern w Niemczech oraz orkiestry Sinfonia Helvetica i festiwalu Musique & Amitié w Szwajcarii. Od sezonu 2023/2024 pełni funkcję dyrektora artystycznego i głównego dyrygenta Philippine Philharmonic Orchestra.
Mieszka we Francji.

## Kariera
Absolwent Akademii Muzycznej w Poznaniu w klasach dyrygentury Witolda Krzemieńskiego i Stefana Stuligrosza, kompozycji Floriana Dąbrowskiego i skrzypiec (Jadwigi Kaliszewskiej).
Po wygraniu konkursu na stypendium doktoranckie, wyjechał do Stanów Zjednoczonych, by doskonalić kunszt artystyczny w Eastman School of Music oraz w Tanglewood, m.in. u Leonarda Bernsteina, Seiji Ozawy, Ericha Leinsdorfa i Igora Markevitcha. Był asystentem Kurta Masura w Filharmonii Nowojorskiej.
Wygrał w 1984 roku Międzynarodowy Konkurs Dyrygencki im. Ernesta Ansermeta w Genewie, zdobywając Grand Prix Patek Philippe i wszystkie nagrody specjalne, w tym Rolex Prize, Swiss Prize i American Patronage Prize. W Bazylei otrzymał Europejską Nagrodę Rozwojową dla Europejskiego Muzyka Roku.
Laury te otworzyły artyście dostęp do pulpitów kapelmistrzowskich wielu czołowych orkiestr, m.in. w Londynie i Paryżu, Rzymie, Mediolanie, Turynie i Palermo, w Berlinie i Brukseli, w Madrycie, Lizbonie, Genewie i Zurychu, w Luksemburgu i Monte Carlo, w Sztokholmie, Oslo, Helsinkach i Kopenhadze, w Montrealu, Vancouver, Ottawie, Quebecu i Toronto, w Chicago, Baltimore i Cincinnati, w Buffalo i San Diego, w Jerozolimie, Tokio, Tajpej i Hongkongu. W 1996 dyrygował w ramach XI Konkursu Skrzypcowego im. Henryka Wieniawskiego. W Szwajcarii kierował orkiestrą symfoniczną i operą w Biel/Bienne, w Kanadzie – orkiestrą w Edmonton, w Niemczech – orkiestrą radiową SWR w Kaiserslautern Kaiserlautern, w Polsce – orkiestrą Teatru Wielkiego w Warszawie. Z Narodową Operą Walijską odbył tournée po Wielkiej Brytanii. Jest dyrektorem orkiestry Sinfonia Helvetica i festiwalu Musique & Amitié w Szwajcarii oraz jednym z głównych dyrygentów (Principal Associate Conductor) Królewskiej Filharmonii (Royal Philharmonic Orchestra) w Londynie.
Prowadził przedstawienia operowe w Monte Carlo, Szwajcarii, Niemczech, Polsce, Anglii i Szwecji, we Włoszech oraz w USA i Kanadzie, w tym utwory Wolfganga Amadeusa Mozarta (Wesele Figara, Don Giovanni, Uprowadzenie z seraju, Così fan tutte, Czarodziejski flet), Gioacchino Rossiniego (Cyrulik sewilski, Semiramida), Ludwiga van Beethovena (Fidelio), Georges’a Bizeta (Carmen), Aleksandra Borodina (Kniaź Igor), Moniuszki (Halka, Straszny dwór), Verdiego (Otello, Don Carlos oraz polską premierę Simona Boccanegry), Pucciniego (Madama Butterfly, Cyganeria, Turandot, Tosca) i wiele innych. W 2006 r. otrzymał pozytywne recenzje na Maifestspiele w Wiesbaden za dyrygowanie operą Andrea Chénier Umberto Giordano w koprodukcji z Plácido Domingo i Operą Narodową w Waszyngtonie oraz Teatrem Wielkim w Warszawie.
W 2004 roku zaangażowany został jako dyrektor Filharmonii w Poznaniu, skąd w 2006 w został zwolniony decyzją zarządu sejmiku województwa wielkopolskiego za „nieprawidłowości w działalności Filharmonii, wykazane przez Regionalną Izbę Obrachunkową”. Jak się później okazało, zarzuty RIO były nieuzasadnione: Prokuratura Rejonowa w Poznaniu 29.10.2007 odmówiła wszczęcia śledztwa w tej sprawie ponieważ „brak jest znamion wskazujących, że czyn będący przedmiotem analizy jest czynem zabronionym”, a zażalenie Filharmonii Poznańskiej na tę decyzję zostało 29.1.2008 przez Sąd Rejonowy w Poznaniu oddalone z obszernym uzasadnieniem, w którym sąd m.in. stwierdza, że „poczynione w tej mierze rozważania organu prowadzącego postępowanie przygotowawcze Sąd podziela w całości i przyjmuje za własne”.
Od 2015 roku pełni funkcję dożywotniego dyrygenta gościnnego Royal Philharmonic Orchestra w Londynie.
Od sezonu 2023/2024 prowadzi Philippine Philharmonic Orchestra jako główny dyrygent i dyrektor muzyczny.

## Współpraca
Współpracował z takimi pianistami jak: Krystian Zimerman, Martha Argerich, Władimir Aszkenazi, Jorge Bolet, Yefim Bronfman, Rudolf Buchbinder, Leon Fleisher, Stephen Hough, Krzysztof Jabłoński, Paweł Kowalski, Elisabeth Leonskaja, Tatjana Nikołajewa, Garrick Ohlsson, Janusz Olejniczak, Piotr Paleczny, Maria João Pires, Ewa Pobłocka, Andrzej Ratusiński, Pascal Rogé, Đặng Thái Sơn, Aleksiej Sułtanow, André Watts, Mark Zeltser czy Lilya Zilberstein.
Akompaniował takim skrzypkom jak Augustin Dumay, Boris Belkin, Kaja Danczowska, Nigel Kennedy, Konstanty Kulka, Midori, Shlomo Mintz, Anne-Sophie Mutter, Igor Ojstrach, Wadim Riepin, Gil Shaham, Henryk Szeryng, Adam Taubitz, Wanda Wiłkomirska i Pinchas Zukerman.
Koncertował z takimi wiolonczelistami jak Matt Heimovitz, Garry Hoffman, Antonio Meneses, Roman Jabłoński, Mstisław Rostropowicz, Raphael Wallfisch, Jian Wang i Wen-Sinn Yang oraz z takimi wirtuozami jak Maurice André, Ole Edvard Antonsen, Jurij Baszmiet, Elżbieta Chojnacka, Timofei Dokshitzer, Patrick Gallois, Christian Lindberg i Siergiej Nakariakow.
Pracował z takimi śpiewakami jak Janet Baker, Kathleen Battle, Andrzej Dobber, Wilhelmenia Fernandez, Marek Gasztecki, Ben Heppner, Iwona Hossa, Marilyn Horne, Gwyneth Jones, Izabela Kłosińska, Joanna Kozłowska, Anna Lubańska, Wiesław Ochman, Ewa Podleś, Jadwiga Rappé, Anja Silja, Stefania Toczyska, Małgorzata Walewska, Mikołaj Zalasiński czy Adam Zdunikowski.

## Dyskografia
| Rok  | Orkiestra                                      | Utwory | Soliści, Nagrody | Label                                    |
| ---- | ---------------------------------------------- | --- | --- | ---------------------------------------- |
| 2007 | Royal Philharmonic Orchestra                   | Mendelssohn: Symphony No. 3 'Scottish' Mendelssohn: Symphony No. 4 'Italian' | | RPO SP 011                               |
| 1985 | London Symphony Orchestra                      | Bartók: Dance Suite Ravel: Daphnis et Chloé | | ASV CD DCA 1794                          |
| 2006 | London Symphony Orchestra                      | Ravel: Daphnis et Chloé | | Union Square                             |
| 1993 | Sinfonia Varsovia                              | Rossini: L’Italiana in Algeri Chopin: Piano Concerto No. 1 Mendelssohn: Symphony No. 4 'Italian' | Martha Argerich | KOS CD S1-002K                           |
| 2000 | Sinfonia Varsovia                              | Chopin: Piano Concerto No. 1 Chopin: Piano Concerto No. 2 | Martha Argerich Artur Rubinstein Fryderyk Award | CD-Accord ACD 080                        |
| 2004 | SWR Rundfunkorchester Kaiserslautern           | Weill: Siedem grzechów głównych Weill: Quodlibet | Anja Silja Julius Pfeifer, Alexander Yudenkov, Bernhard Hartmann, Thorsten Müller Classical Internet Award French Classical Internet Award                                             | CLASSIC CD 93.109                        |
| 2006 | SWR Rundfunkorchester Kaiserslautern           | Czerny: Symphony No. 2 op. 781 „Grande Symphony” Czerny: Symphony No. 6 in G minor | pierwsze nagranie światowe | CLASSIC CD 93.169                        |
| 1995 | Sinfonia Varsovia                              | Kurpiński – Dwie Chatki (Two Huts) Dobrzyński – Monbar Moniuszko – Bajka (The Fairy Tale) Żeleński – W Tatrach (In the Tatra Mountains) Noskowski – The Steppes (Step) | CD Roku Brązowy Dzwon (Singapur) Nominacja do Fryderyk | CD Accord-PolyGram ACD 019               |
| 1995 | Sinfonia Varsovia                              | Chopin: Piano Concerto No. 1 Chopin: Piano Concerto No. 2 | Janusz Olejniczak CD Roku Fryderyk | CD-Accord-PolyGram-Rhône-Poulenc ACD 013 |
| 2005 | Poznan Philharmonic                            | Puccini: • Si, mi chiamano Mimi – Cyganeria (Mimi) • Donde lieta usci al tuo grida d’amore – Cyganeria (Mimi) • Un bel di, vedremo – Madama Butterfly (Butterfly) • Tu…Piccolo Oddio – Madama Butterfly (Butterfly) • Signore ascolta – Turandot (Liu) • Tu che di gel sei cinta – Turandot (Liu) • Vissi d’arte – Tosca (Tosca) • O moi babbino caro – Gianni Schicchi (Lauretta) Verdi: • Pace moi Dio – Moc przeznaczenia (Leonora) • Era piu calmo?… Emilia, te ne prego… Piangea cantando… Ave Maria – Otello (Desdemona)                                                                                                   | Joanna Kozłowska | CD Accord ACD 135-2                      |
| 2005 | Sinfonia Helvetica & Deutsches Kammerorchester | Dvořák: • Cello Concerto in B-minor, Op. 104 • Polonaise A-dur, B. 94 • Silent Woods, Op. 68, No. 5 • Rondo g-moll, Op. 94 | Wen-Sinn Yang, violoncello | ARTS 47638-2                             |
| 1998 | Edmonton Symphony Orchestra                    | Malcolm Forsyth: • Electra Rising • Valley of a Thousand Hills • Tre Vie | Amanda Forsyth, violoncello Bill Street, saxophone Juno Award | CBC SMCD 5180                            |
| 1990 | Symphony Orchestra                             | Martin – Violin Concerto Baer – Violin Concerto Meier – Trames I-IV | Piotr Milewski, violin | Gallo Records CD-582                     |
| 1996 | Sinfonia Varsovia                              | Wieniawski – Violin Concerto No. 1 Wieniawski – Violin Concerto No. 2 | Piotr Pławner Bartłomiej Nizioł Fryderyk Nomination | CD Accord – PolyGram ACD 024-2/456 087-2 |
| 2007 | Orchestre de Bretagne                          | Czajkowski – Piano Concerto No. 1 Chopin – Piano Concerto No. 2 | Laure Favre-Kahn | TRANSART LIVE TR 151                     |
| 2005 | Poznan Philharmonic                            | Mozart: • Don Giovanni – Champagne Aria • Wesele Figara – Aria of Count „Hai già vinta la causa!' Verdi: • Traviata – Aria of Germont „Di Provenza li Mar” • Rigoletto – Aria of Rigoletto „Cortigiani” Borodin: Prince Igor – Aria of Igor Czajkowski • Eugeniusz Oniegin – Aria of Oniegin • Jolanta – Aria of Robert • Dama pikowa – Aria of Jeletzky Bizet: Carmen – Aria of Torreador Wagner: Tannhäuser – Song of Wolfram | Wojtek Drabowicz | DUX 0494                                 |
| 1995 | Filharmonia Narodowa w Warszawie               | J.S. Bach: • Piano Concerto BWV 1052 in D Minor • Piano Concerto BWV 1054 in D Major • Piano Concerto BWV 1056 in F Minor | Piotr Folkert | Arti PD 3001                             |
| 2007 | SWR Rundfunkorchester Kaiserslautern           | Weill – Quodlibet | | hänssler CLASSIC                         |
| 2001 | Sinfonia Varsovia                              | Moniuszko – Mazurka from opera Straszny Dwór | Platinum CD | DUX 0334A05100 92                        |
| 1992 | Gävle Symphony                                 | Malmlöf-Forssling – Shanti, shanti | Anita Soldh | Bluebell ABCD 069                        |
| 2001 | Sinfonia Varsovia                              | Moniuszko – Bajka Chopin – Piano Concerto No. 2 Noskowski – The Steppes | Janusz Olejniczak | CD Accord ACD 019-2 SE                   |
| 2001 | London Symphony Orchestra                      | Ravel – Daphnis et Chloé | | ASV Quicksilva ASQ 6126                  |
| 1991 | London Symphony Orchestra                      | Wieniawski – Violin Concerto No. 1 in F sharp Minor Saint-Saëns – Violin Concerto No. 3 in B Minor | Takashi Shimizu | Platz-Nippon Columbia PLCC-550           |
| 1995 | Sinfonia Helvetica                             | Musorgski/Gorczakow – Obrazki z Wystawy Prokofjew – Romeo i Julia (selekcja G. Nowak) | | Sonoris SCD 5158                         |
| 2000 | Sinfonia Varsovia                              | Chopin – Piano Concerto No. 1 | Stanisław Drzewiecki Fryderyk Nomination Złota Płyta | CD Accord ACD 019-2 SE                   |
| 1992 | Sinfonia Helvetica                             | Poulenc – Sinfonietta Ravel – Le Tombeau de Couperin, Prokofjew – Classical Symphony | | Sonoris SCD 5152                         |
| 1993 | Sinfonia Helvetica                             | Strawinski – Firebird (1919) Liszt – Les Préludes Borodin – W Stepach Środkowej Azji Rossini – Uwertura Wilhelm Tell | | Sonoris SCD 5153                         |
| 2000 | Edmonton Symphony Orchestra                    | Smetana – Ma Vlast (Moja Ojczyzna, oryginalna wersja z 1874-75 r.) Janáček – Moravian Dances | | MCE 5001                                 |
| 1999 | Sinfonia Helvetica                             | Schumann • Piano Concerto • Cello Concerto | Nelson Goerner, piano Wen-Sinn Yang, violoncello | SCD 5162                                 |
| 2003 | SWR Rundfunkorchester Kaiserslautern           | Leoncavallo – Der Bajazzo: Glockenchor Weber – Der Freischütz: • Ouvertüre • Chor der Jäger • Chor der Brautjungfern Nicolai – Die lustigen Weiber von Windsor: • Ouvertüre • Mondchor Smetana – Die verkaufte Braut: • Tanz der Komödianten • Eingangschor Mascagni – Cavalleria rusticana: Vorspiel und Chor der Landleute Wagner – Der Fliegende Holländer: • Matrosenchor • Chor der Spinnerinnen Verdi – Nabucco: Gefangenchor „Va pensiero” Bizet – Carmen: • Vorspiel • Chor der Zigarettenarbeiterinnen Gounod – Margarethe: Chor der Soldaten Donizetti – Don Pasquale: Dienerchor Verdi – Der Troubadour: Zigeunerchor | Staatschor der Republik Lettland „Latvija” | Bodensee-Festival BSF 03/1-2             |
| 2003 | SWR Rundfunkorchester Kaiserslautern           | Kodály – Tänze aus Galánta | | hänssler CLASSIC                         |
| 2003 | SWR Rundfunkorchester Kaiserslautern           | Hindemith – Tuttifäntchen | | BBC MUSIC VOL. 12 NO. 4                  |
| 1998 | SWR Rundfunkorchester Kaiserslautern           | Chopin – Andante Spianato und Grande Polonaise Es-dur op. 22 Szymanowski – Lied der Roxana aus der Oper „König Roger” Szymanowski – Ballett „Harnasie” – Tanz der Bergbauern Lutosławski – Kleine Suite für Orchester: Fujarka, Tanz | Ewa Kupiec, piano | Bodensee-Festival BSF 98/1-2             |
| 2004 | Sinfonia Varsovia                              | Wieniawski – Violin Concerto No. 2 | Bartłomiej Nizioł | TMHW 1001                                |
| 1992 | Sinfonia Helvetica                             | Rossini – Uwertura La scala di Seta Czajkowski – Wariacje Rococo Mozart – Die Entführung: „Wer ein Liebchen hat gefunden” Mozart – Wesele Figara: „Se vuol ballare” Mozart – Czarodziejski flet: „In diesen heil’gen Hallen” Debussy – Danse sacrée et profane J.S. Bach – Concerto for 2 Violins Mozart – „Exsultate, Jubilate” | Juliana Gondek, soprano Marie-Pierre Langlamet, harp Yuzuko Horigome & Barbara Gorzynska, violins Marek Gasztecki, bass Leonid Gorokhov, violoncello                                   | Sonoris SCD 101                          |
| 1993 | Sinfonia Helvetica                             | Rossini – Uwertura Włoszka w Algierze Mozart – Uprowadzenie z seraju – „Solche hergelauf’ne Laffen” (Osmin) Mozart – Don Giovanni „Catalogue Aria” (Leporello) Vivaldi – Concerto for 4 violins in B-minor Bellini – Aria „Oh! quante volte” from „I Capuleti e I Montecchi” Mozart – Symphonia Concertante | Hideko Kobayashi, viola Naoko Okada, soprano Natalia Morozova, Jacek Klimkiewicz, Marek Kowalski, Krzysztof Wegrzyn, Robert Zimansky – violins                                         | Sonoris SCD 103                          |
| 1994 | Sinfonia Helvetica                             | Rossini – Overture Wilhelm Tell J.S.Bach – Brandenburg Concerto No. 4 Vivaldi – Concerto for 4 Violins Mozart – La Clemenza di Tito: „Parto, Parto” Dvořák – Polonaise Mozart – Die Zauberflütte „O Isis und Osiris” Verdi – Simon Boccanegra: „Il Lacerato Spirito” Wieniawski – Fantazja faustowska | Helene Schneiderman, mezzosoprano Marek Gasztecki, bass Wen-Sinn Yang, violoncello Krzysztof Baranowski, Piotr Milewski, Bartłomiej Nizioł, Krzysztof Plawner, Jan Stanienda – violins | Sonoris SCD 105                          |
| 1995 | Sinfonia Helvetica                             | Bizet – Carmen: Habanera Bizet – Carmen: Seguidilla Głazunow – Violin Concerto in A Minor, Op. 82 Czajkowski – Eugeniusz Oniegin: Aria of Prinz Gremin Verdi – Don Carlos: Aria of Philip Wagner – Tristan i Izolda: Prelude & Lovedeath | Helene Schneiderman, mezzosoprano Marek Gasztecki, bass Piotr Milewski, violin | Sonoris SCD 107                          |
| 1996 | Sinfonia Helvetica                             | Rossini – Cyrulik sewilski Overture Vivaldi – 4 Seasons: Winter Mozart – „Ch’io mi scordi di te” Fauré – Flute Fantasy J.S. Bach – Andante from Suite for solo violin Saint-Saëns – Havanaise R. Strauss – Serenade op. 11 Rossini – Cenerentola Overture | Pierre Amoyal, Bartłomiej Nizioł, Jan Stanienda – violins Jane Irwin, mezzosoprano Stphane Réty, flute                                                                                 | Sonoris SCD 108                          |
| 1998 | Sinfonia Helvetica                             | Vivaldi – Concerto pour 2 violons en la mineur Janáček – Sonate pour violon et piano Saint-Saëns – Morceau de Concert Sarasate – Navarra Rachmaninow – Piano Concerto No. 2, op. 18 | piano: Pascal Rogé, François Killian violins: Akiko Tanaka, Marek Kowalski, Jan Stanienda, Radoslaw Szulc Hervé Joulain, cor                                                           | Sonoris SCD 109                          |
| 1999 | Sinfonia Helvetica                             | Mozart – „Impressario” Overture, K. 486 J.S. Bach – Concerto for oboe and violin, BWV 1060 Vivaldi – Concerto for two violoncellos in G Minor Mozart – Horn Concerto No. 3 in E flat Major, K. 447 Bottesini – Grand Duo Concertante | Bartłomiej Nizioł & Radoslaw Szulc, violin Birgit Welpmann, oboe Lidia Grzanka-Urbaniak & Stefan Rieckhoff, violoncellos Piotr Stefaniak, contrabass Hervé Joulain, co                 | Sonoris SCD 110                          |
| 1996 | Sinfonia Varsovia                              | Wieniawski – Violin Concerto No. 1 in F sharp Minor Wieniawski – Violin Concerto No. 2 in D Minor | Piotr Pławner & Bartłomiej Nizioł | Henryk Wieniawski Society                |
| 1994 | Sinfonia Helvetica & Deutsches Kammerorchester | Dvořák: • Cello Concerto in B-minor, Op. 104 • Polonaise A-dur, B. 94 • Silent Woods, Op. 68, No. 5 • Rondo g-moll, Op. 94 | Wen-Sinn Yang, cello | Sonoris SCD 5154                         |
| 1996 | Poznan Philharmonic                            | Lalo – Spanish Symphony Wieniawski – Violin Concerto No. 1 | Akiko Tanaka Reiko Otan | TMHW 1996-2                              |
| 1984 | Symphony Orchestra                             | Haydn – Symphony No. 92 „Oxford” | | Suisa MH CD 75.2                         |
| 1986 | Symphony Orchestra                             | Szostakowicz – Cello Concerto No. 1 | Wen-Sinn Yang | Suisa MH CD 77.2                         |
| 1987 | Symphony Orchestra                             | Martin – Ballade for Viola & Orchestra Haug – Trumpet Concerto | Ole Edvard Antonsen, trumpet Hong-Mei Xiao, viola | Suisa MH CD 70.2                         |
| 2001 | Hammerhead Consort Calgary Girls Choir         | Orff – Carmina Burana | Aleksandra Kurzak Marek Gasztecki | Suisa MH CD 70.2                         |
| 1984 | Biel Symphony Orchestra                        | Martin – Athalie Overture Haydn – Symphonie No. 92 „Oxford” | | Suisa MH SE-8                            |
| 1983 | Bowling Green Philharmonia                     | Francesconi – Viaggiatore Insonne | | Access S-10                              |